# Dolní Sedlo
Dolní Sedlo (německy Spittelgrund) je vesnice, část města Hrádek nad Nisou v okrese Liberec. Nachází se asi 2,5 kilometru jižně od Hrádku nad Nisou na úpatí Lužických hor nad údolím potoka Sedlec. Na západě se zvedá Sedlecký Špičák (545 metrů), jihozápadně od Popovy skály (568 metrů) a skály Podkova (519 metrů). Dolní Sedlo je také název katastrálního území o rozloze 9,44 km². V katastrálním území Dolní Sedlo leží i Horní Sedlo.

## Historie
První písemná zmínka o vesnici pochází z roku 1562.
- Spittelgrund je původní název obce. Tento názvem má prý souvislost s chodbami špitálu sv. Jakuba v Zittau, pod jehož správu obec v této době patřila, až do roku 1947 byl oficiálním názvem obce v českém jazyce Špitální Grunt.
- Po třicetileté válce obec patří pod panství Grabštejn. V roce 1830 bylo v obci 55 domů a měla 422 obyvatel.
- Po druhé světové válce v roce 1946 byli všichni němečtí obyvatelé na základě Benešových dekretů vyhnáni.
- 1947 Obec přejmenována na Dolní Sedlo.
- 1950 Dolní Sedlo má pouze 241 obyvatel. Byla zbořena Střelnice (Hahn – horská chata).
- 1961 obec přechází pod správu města Hrádek nad Nisou.

## Další fotografie

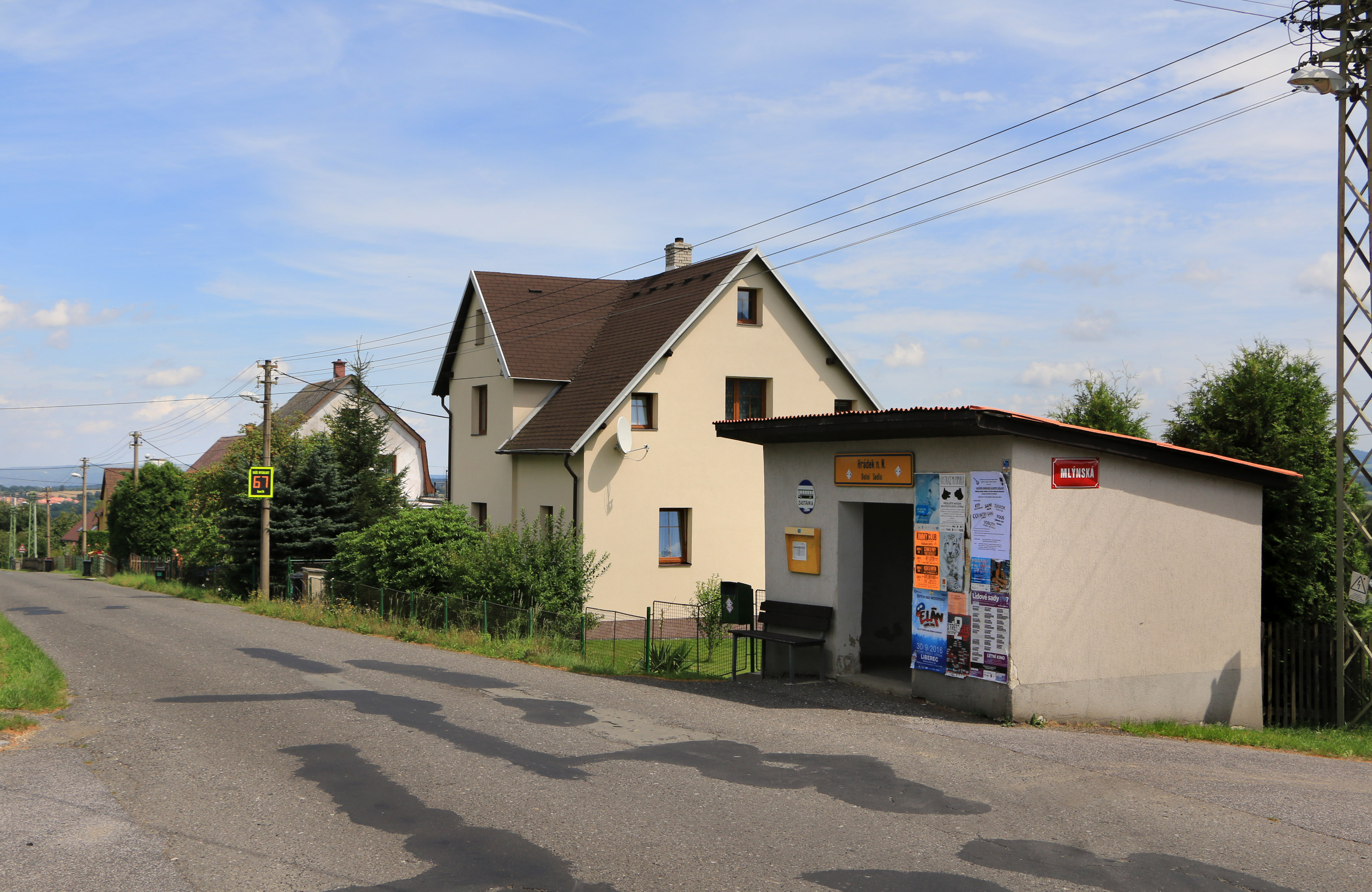
Zastávka u hlavní silnice
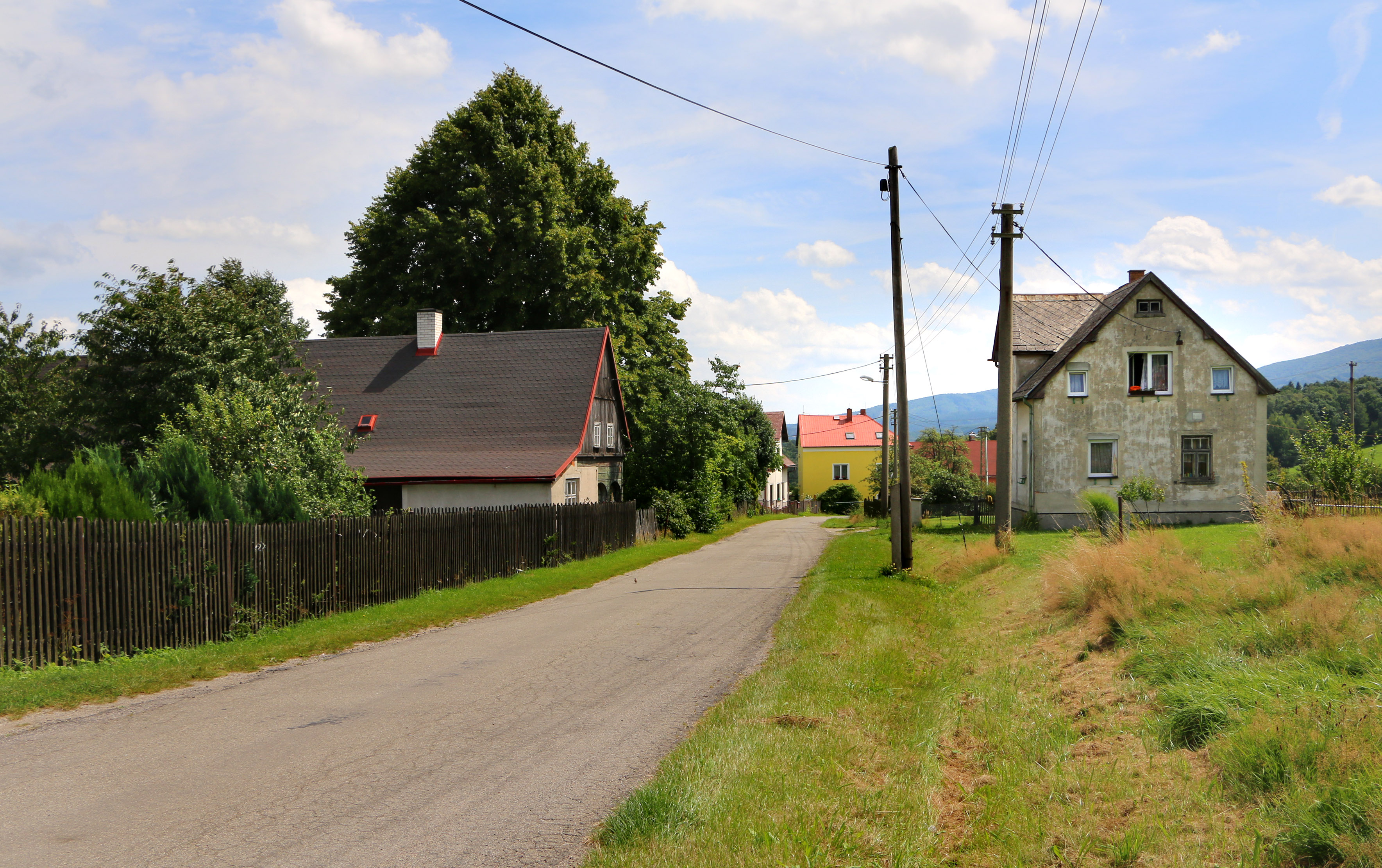
Postranní silnice
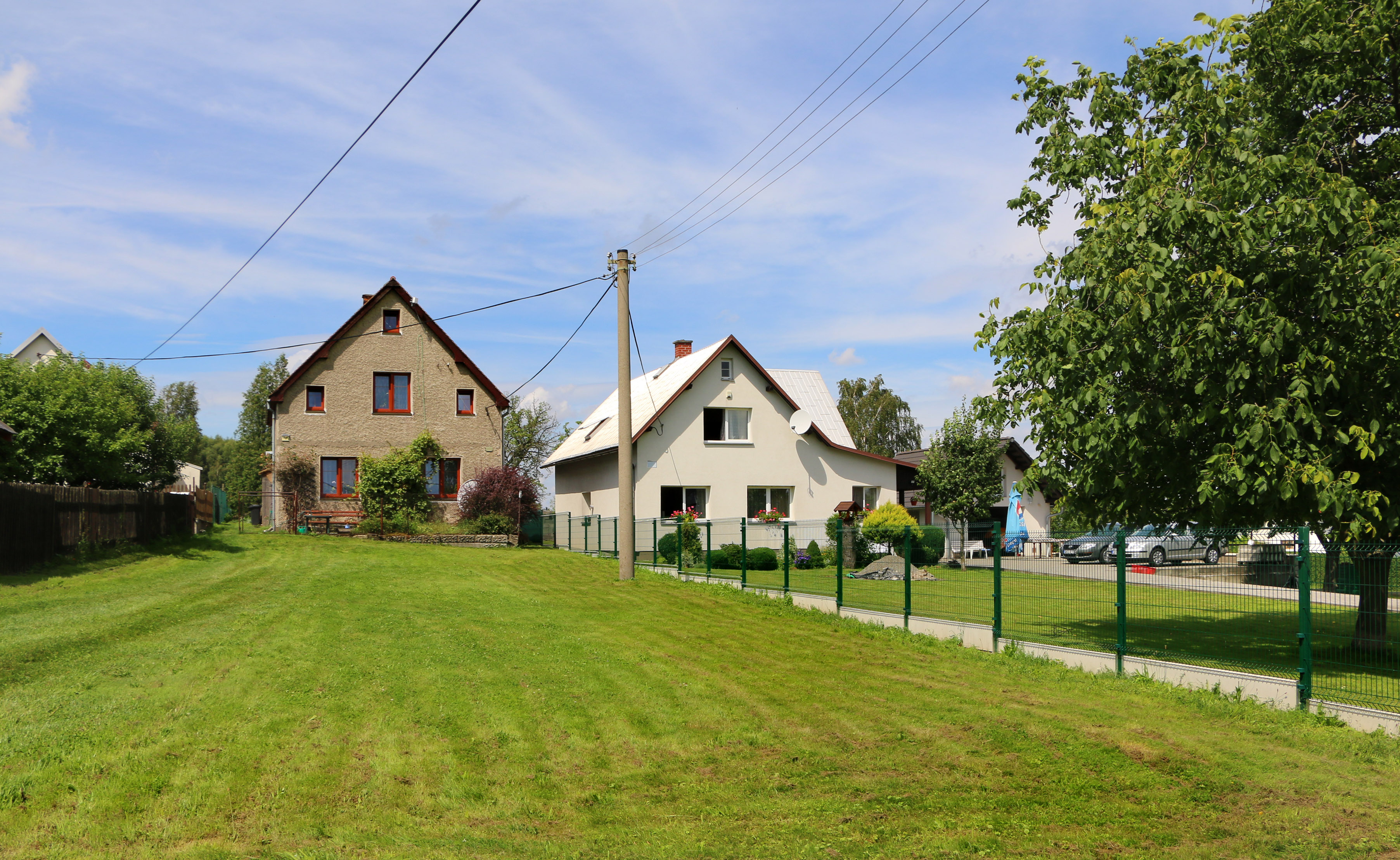
Domky na západě vesnice
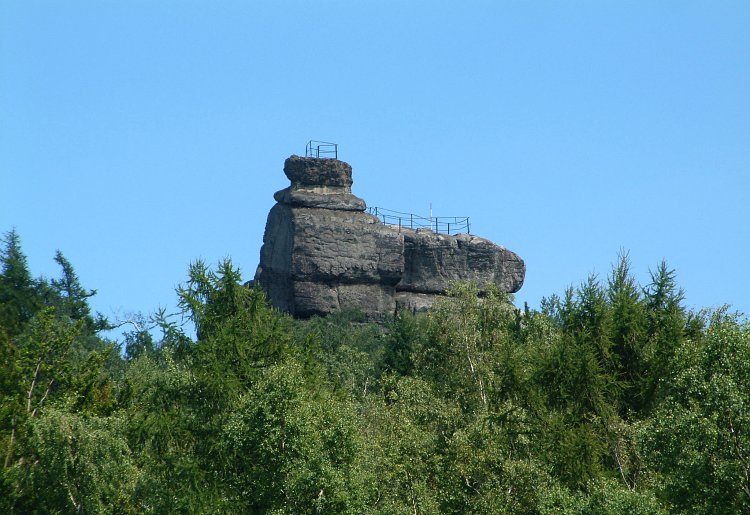
Popova skála

## Slavní rodáci
- Anton Schwarz (1853–1905) - česko-německý sochař
- Adolf Ignaz Schwarz (1855–1913) - česko-německý sochař, bratr Antonínův